# Arte del Paleolítico medio

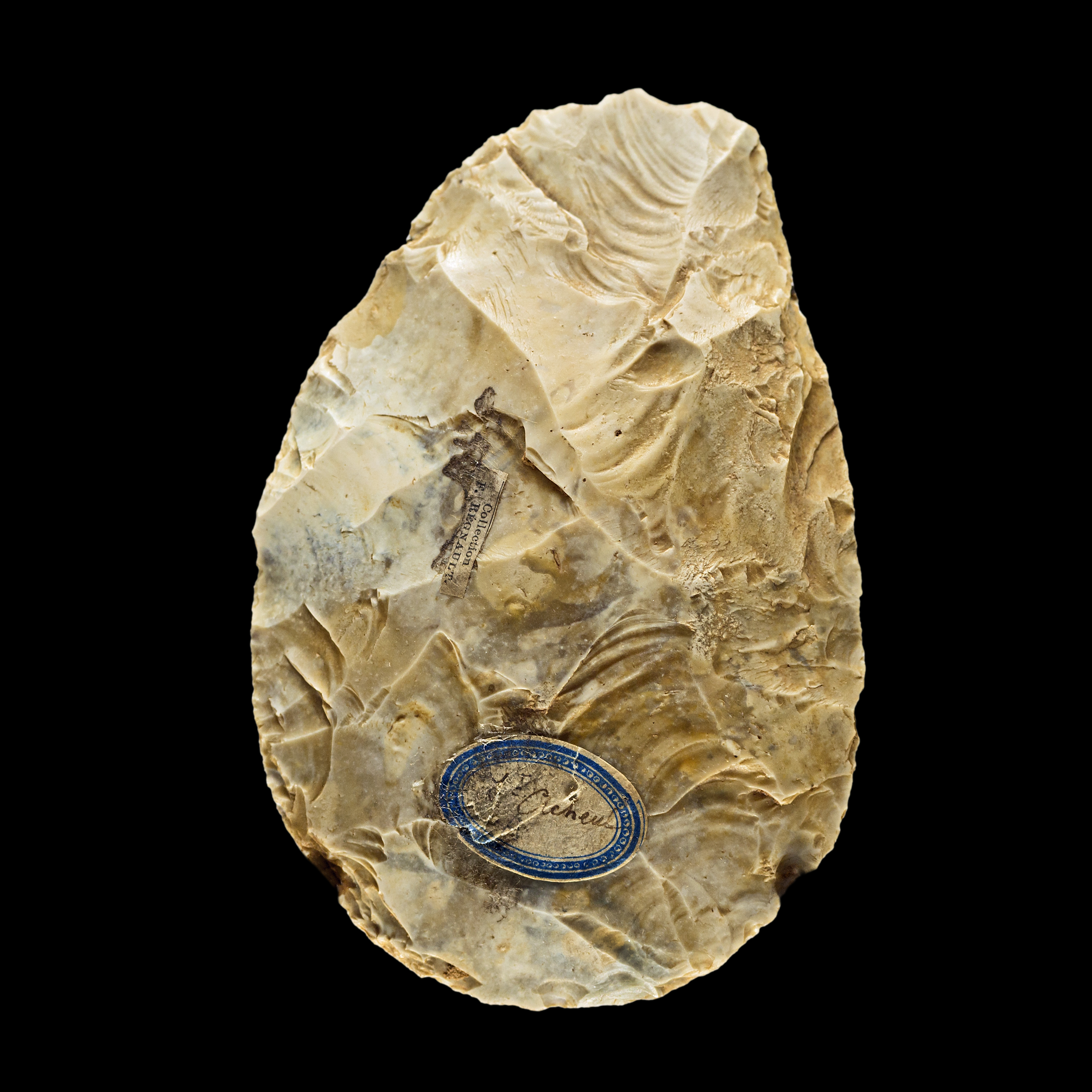
Bifaz achelense de Santo-Acheul, Francia

La primera evidencia más indiscutible del arte prehistórico data del Paleolítico superior, hace entre 40 000 y 50 000 años (véase Arte del Paleolítico superior). El arte visual comenzó con la aparición de esculturas, cuentas y pinturas rupestres en Europa, África, América y Australia en las culturas del Homo sapiens, hace alrededor de 40 000 años.
Además de la religión y otras manifestaciones culturales universales de las sociedades humanas contemporáneas, la aparición de las artes figurativas es una característica esencial de una plena modernidad conductista. A pesar de ello, existen pruebas de un "gusto por la estética" entre las poblaciones del Homo Erectus del Paleolítico inferior (Vieja Edad de Piedra) y del Homo sapiens del Paleolítico medio (Edad de Piedra media) en el periodo que va hasta el comienzo del Paleolítico superior, hace de 200 000 a 50 000 años, en particular en la gran simetría que muestran las herramientas de piedra, a menudo fabricadas con un cuidado mucho mayor que el estrictamente necesario para lograr un hacha manual eficaz.

## Antes delHomo sapiens
La primera evidencia de actividad artística, en forma de grabados diagonales realizados con dientes de tiburón, fue encontrada en 2014 en un fósil de almeja de 500 000 años de antigüedad y relacionada con el Homo erectus descubierta en Java en la década de 1890.

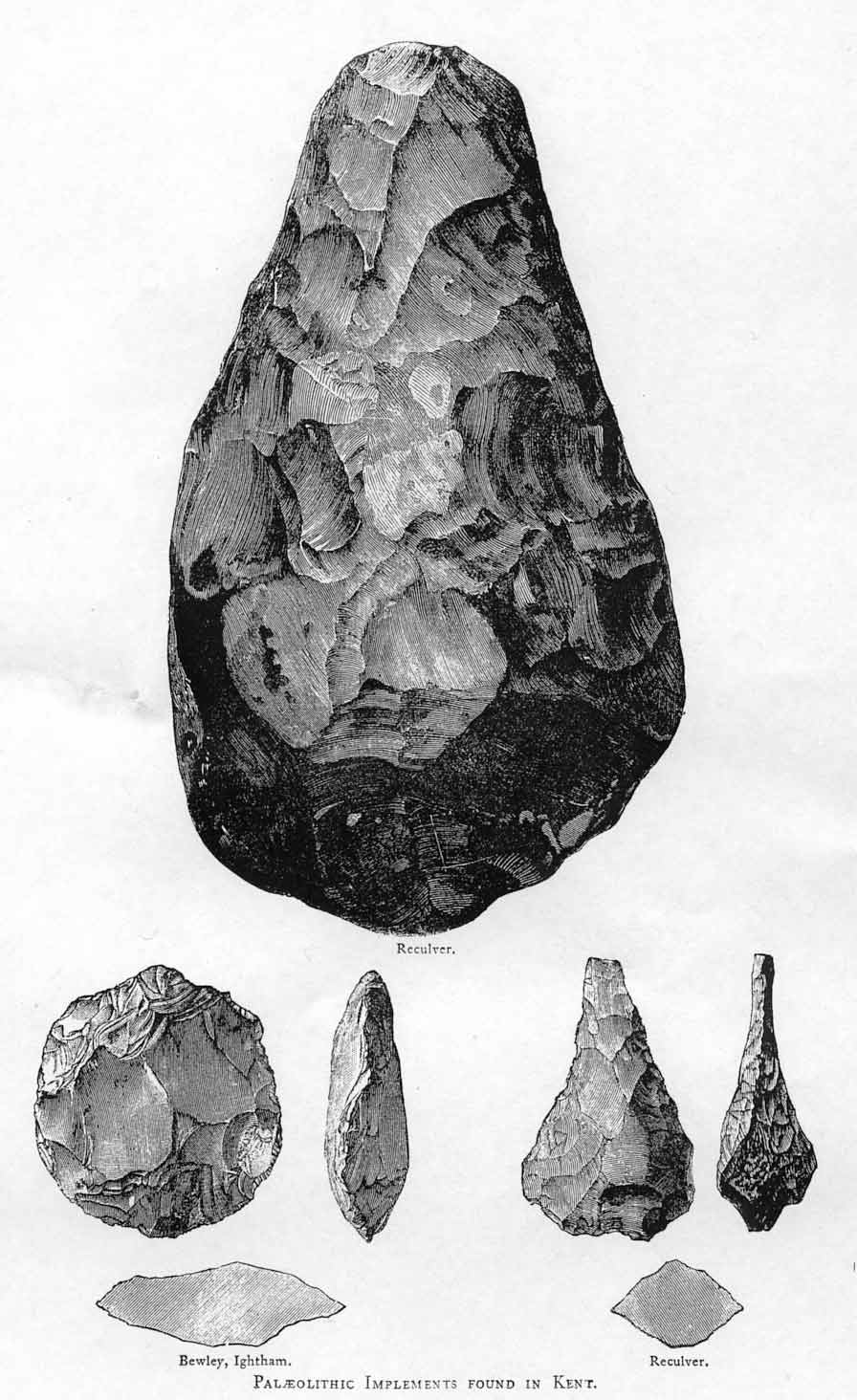
Hachas de mano achelenses de Kent. Los tipos mostrados son, (en el sentido de las agujas del reloj desde arriba) cordadas, de pico y ovaladas.

Mucho antes de eso, el Homo erectus ya había producido algunos patrones sin utilidad aparente en objetos como los encontrados en Bilzingsleben en Turingia, que podrían ser considerados precursores del arte, así como revelación de la intención por parte del artista de decorar y modernizar más allá de la necesidad de tipo práctico. La simetría y la atención prestada a la forma de una herramienta ha llevado a algunos autores a considerar las hachas de mano achelenses y, sobre todo, las puntas de laurel como expresiones artísticas.
Algunos antropólogos han considerado las garras de águila de 130.000 años de antigüedad encontradas en Krapina, Croacia, como un ejemplo del arte neandertal. Algunos han sugerido que los neandertales pueden haber copiado este comportamiento del Homo sapiens. Pero David W. Frayer ha cuestionado este punto de vista, diciendo que el Homo sapiens no estaba en la región donde se descubrieron las garras incluso después de 100.000 años.
La Máscara de La Roche-Cotard también ha sido considerada evidencia de artes figurativas neandertales, a pesar de su contacto con el Homo sapiens en un período posterior. De modo parecido, se ha reclamado como neandertal, aunque no sin controversia, la "flauta Divje Babe", instrumento musical que data de aproximadamente hace 43 000 años.
Se reclaman como del Paleolítico Inferior otras esculturas, como la "Venus de Tan-Tan" (de más de 300 mil años de antigüedad)  y la "Venus de Berekhat Ram" (de 250 mil años). Ambos objetos pueden ser simples piedras naturales con una semejanza accidental a la forma humana, pero algunos expertos sugieren que muestran rastros de pigmentos o talla cuya intención habría sido la de acentuar la forma humana.

## Cueva Blombos
En 2002, en la cueva Blombos, situada en Sudáfrica, se descubrieron piedras de ocre talladas con dibujos en forma de red o patrones en cruz, que datan de hace unos 70 000 años.
Esto les sugirió a algunos investigadores que los primeros Homo sapiens eran capaces de abstraerse y producir arte abstracto o arte simbólico. Asimismo, se descubrieron cuentas de conchas en la cueva Blombos que también datan de hace 70 000 años, aproximadamente.  En 2011, en la cueva se encontraron recipientes que pudieron haber contenido pintura, junto con otros aperos artísticos y que datan de hace c. 100 000 años.
Varios arqueólogos entre los que se encuentra Richard Klein de Stanford se resiste a aceptar que la cueva Blombos sea el primer ejemplo genuino de arte .[cita requerida]